# Hultsjö
Hultsjö är kyrkbyn i Hultsjö socken, Jönköpings län. Den är belägen i södra delen av Sävsjö kommun, söder om centralorten Sävsjö.

## Historia
Hultsjö är en mycket gammal by i mellersta Småland.  Hultsjö har en välbevarad ödekyrkogård som ligger där en äldre kyrka har legat.

## Kultur
Hultsjö kyrka är byggd år 1860 men har interiörer av betydligt äldre slag, bland annat ett triumfkrucifix samt en dopfunt från 1200-talet. Hultsjö by har alltid legat långt från större bebyggelse och tidigare var Stockaryd den naturliga träffpunkten. I och med avfolkningen och minskande affärsutbud har Sävsjö men även Växjö blivit nya träffpunkter och inköpsställen.